# Новый Дол
Новый Дол — село в Барышском районе Ульяновской области. Входит в состав Малохомутерскому поселению.

## Географическое положение
Расположено в 17 км к северу от районного центра Барыш, на реке Барыш.

## История
Основано в 1675 году  симбирским дворянином Иваном Зиновьевым, который за верную службу получил «поместную землю против города Карсуна по обе стороны реки Барыш, в урочище Песочном». Деревню назвали Зиновьевкой, а в 1725 году, когда в селе построили церковь Пресвятой Богородицы — Богородской Зиновьевкой. В 1727 году, вдова Феврония Ивановна с дочерьми Анной и Евдокией, основали выселок в верхнем течении Барыша, на болоте, за тридцать с лишним вёрст от своего имения.  Это селение получило официальное название Новая Зиновьевка (ныне Красная Зорька), а старое, Богородская Зиновьевка — в Старую Зиновьевку.
В 1780 году село Богородское Зиновьевка тож, при реке Барыше, помещиковых крестьян, село было передано из Синбирского в Карсунский уезд.
Накануне Крестьянской реформы Старая Зиновьевка принадлежало помещичьей семье Дурасовых и состояло из 79 дворов с населением в 705 человек. Имелись церковь, базар, торговые лавки.
В 1871 году прихожанами был построен деревянный храм. Престолов в нём три: главный — во имя Собора Пресвятые Богородицы и в приделах: в правом — во имя Архистратига Божия Михаила и в левом — во имя свв. Апостолов Петра и Павла.
К концу XIX века — более тысячи жителей, волостное правление, земская б-ца, школа, открытая по инициативе И. Н. Ульянова, в 1864 году, почта, еженедельные базары.
Первое крупное волнение произошло здесь в 1893 году. Оно было подавлено полицией, активистов-крестьян были подвергнуты телесным наказаниям.
На 1905 год один из самых известных (не только в губернии, но и во всей России) рысистых конных заводов находился у села Старая Зиновьевка (ныне Новый Дол) Карсунского уезда и принадлежал графине Александре Фёдоровне Толстой. Эта энергичная женщина унаследовала имение после смерти мужа, П. Ф. Дурасова, вторично вышла замуж за генерала в отставке графа А. П. Толстого и вместе с ним создала высокоэффективное хозяйство. На 7 тысячах десятин земли применялись самые передовые методы земледелия; молоко давали коровы Альгаузской породы. Графиня построила три новых конных завода, несколько мельниц, разводила волов и лошадей для армии, даже активно искала нефть. В 1913 году Толстая, потратив баснословную сумму денег, приобрела серого в яблоках коня по имени Крепыш , которого современники назвали «Лошадью столетия» за его превосходные скаковые качества. Он стартовал 79 раз, 55 раз из них приходил к финишу первым, 13 раз улучшал предельные рекорды. За все время скачек им было выиграно более 300 тысяч рублей ! Крепыш трагически погиб в сентябре 1918 года.                                                                                                    
Новые крестьянские выступления произошли под влиянием эсеров (1906 г.), которые совершили здесь ограбление почты, что вынудило губернские власти направить сюда эскадрон казаков.                                                                                                                                                                                                                                
В 1913 году в русском селе было 117 дворов, 513 жителей, церковь, школа, волостное правление, почтово-телеграфное отделение, базары по воскресеньям.
В августе 1917 года Симбирский комиссар Временного правительства сообщал в столицу, что «имение графини Толстой при Старой Зиновьевке… разгромлено крестьянами соседних сел; отобрана паровая земля и тысяча десятин лугов, разграблены хутора, из коих один сожжен… взято из амбаров экономии 8600 пудов зерна, уничтожены заборы, сад и огороды. В имении находится 300 человек семейных служащих, 3 конных завода, рассадник выводного рогатого скота». В село вновь была введена воинская команда, началась жестокая расправа с «бунтовщиками».
Летом 1918 года был создан добровольческий красноармейский отряд, вошедший затем в состав «Железной дивизии».
В марте 1919 года село оказалось охваченным антисоветским «Чапанным» мятежом, во время которого в Старой Зиновьевке была зверски замучена группа сельских партийных и советских активистов. 
С 1929 года в селе существовал колхоз «Урожай». В 1952 году он слился с колхозом имени Ворошилова из Посёлков, переименованный в 1957 году в колхоз им. Дзержинского. В следующем году к нему присоединилась сельхозартель «Факел революции» из Барышской Дурасовки. Потом последовало ещё одно объединение — с Беликовской артелью имени Калинина — и агрохозяйство дзержинцев оказалось крупнейшим среди всех колхозов района.
В 1931 году в селе было 229 дворов, население — 1166 человек.
В 1937 году переименован в Новый Дол. (В 1936 году был расстрелян как «враг народа» бывший председатель Ленинградского Совета депутатов Г. Е. Зиновьев. По всей стране стали исчезать названия, прямо или косвенно напоминающие об этом человеке. Старую Зиновьевку переименовали в Новый Дол, Новую Зиновьевку — в Красную Зорьку).
В 1942 году в усадьбе графини Толстой (1911 г. постройки) был основан детский дом (ныне  ОГОУ Новодольский Детский дом «Остров детства»).

## Население
| 2010 |
| ---- |
| 522  |

В 1780 г. — 293 ревизских душ.
В 1859 г. 79 дворов с населением в 705 человек.
В 1913 году было 117 дворов, 513 жителей.
В 1931 году в селе было 229 дворов, население — 1166 человек.
В 1996 — население 667 человек, преимущественно русские.

## Инфраструктура
СПК им. Дзержинского (не действует), школа, б-ка, клуб, участковая б-ца, детский дом «Остров детства», отделение связи.

## Достопримечательности
- Дом-особняк помещиков Дурасовых / Толстых.Объект культурного наследия Новый Дол (усадьба) «Дом-особняк помещиков Дурасовых / Толстых, XIX в. — нач. XX в.»[12][13][14] и парк графини Александры Федоровны Толстой[15][16][17][18][19][20][21][22].
- Памятник-обелиск 303 землякам, погибшим в Великой Отечественной войне.
- Новодольский парк (Новодольский лесопарк) — ООПТ Ульяновской области[23].

- Герб дворянского рода Зиновьевых.
- Дворянский герб Дурасовых.
- Герб графского рода Толстых.